# Danuta Bułkowska
Danuta Bułkowska-Milej (née le 31 janvier 1959) est une athlète polonaise, spécialiste du saut en hauteur. 

## Biographie

### Palmarès
| Date | Compétition                    | Lieu      | Résultat | Performance |
| ---- | ------------------------------ | --------- | -------- | ----------- |
| 1984 | Championnats d'Europe en salle | Göteborg  | 3e       | 1,95 m      |
| 1985 | Jeux mondiaux en salle         | Paris     | 3e       | 1,90 m      |
| 1985 | Championnats d'Europe en salle | Athènes   | 3e       | 1,90 m      |
| 1985 | Universiade                    | Kobe      | 3e       | 1,91 m      |
| 1986 | Championnats d'Europe          | Stuttgart | 7e       | 1,90 m      |
| 1987 | Championnats d'Europe en salle | Liévin    | 6e       | 1,88 m      |

### Records
| Épreuve         | Performance | Lieu      | Date        |
| --------------- | ----------- | --------- | ----------- |
| Saut en hauteur | 1,97 m      | Wörrstadt | 9 juin 1984 |